# WWE '12
WWE '12,, est un jeu vidéo de catch développé par Yuke's et publié par THQ sur PlayStation 3, Wii et Xbox 360. WWE '12 est la quatorzième édition de la série de jeux vidéo WWE et le premier  à paraître uniquement sur consoles septième génération. Précédé par WWE SmackDown vs. Raw 2011 (commercialisé en 2010), le jeu est commercialisé le 22 novembre 2011 en Amérique du Nord, et le 25 novembre 2011 en Europe.

## Description
Les personnages peuvent désormais effectuer des différentes prises basées sur l'état physique de leur adversaire actuel. Les joueurs possèdent une immunité face aux attaques lorsqu'ils sont dans une situation critique et peuvent interrompre/parer des prises de finition et des éliminations durant le Royal Rumble avec des attaques. L'intelligence artificielle du jeu a également été revu pour prévenir les joueurs d'éventuelles prises répétitives qu'ils pourraient effectuer. Les joueurs auront la possibilité de cibler l'adversaire qu'ils désirent durant les matchs et d'effectuer des prises de soumission dans un mini-jeu "Breaking Point".
Le « mode Univers » sera de retour et présentera de nouveaux évènements imprévisibles basés sur les décisions du joueur. Le mode Road to WrestleMania reviendra également avec comme scénario Villain Story (Sheamus)  , Outsider Story (Triple H) et Hero Story (Jacob Cass). Les modes de création seront de retour et concerneront les superstars, entrées, prises de finitions, scénario, modifier le ring selon ces choix et également une possibilité d'exposer ses créations en ligne. Le joueur peut également faire un « comeback », qui correspond à l'enchainement de prises faite par certains catcheurs lors des matchs ; par exemple, lorsque Randy Orton fait son enchainement de deux coups de la corde à linge puis un powerslam. Un catcheur pourra faire ses provocations avant de placer sa prise de finition.
Il y a pour la 1re fois un Royal Rumble contenant 40 catcheurs.

## Développement
Une bande-annonce a été créée courant l'année 2011. THQ expose un nouveau style d'animation dans le jeu. Les cordes du ring sont l'un des éléments qui ont été améliorés et suivent les mouvements des joueurs alors qu'ils sont envoyés dans les cordes ou frappés au sol. Les développeurs ont également fait l'effort pour prévenir les problèmes de détection de collision qui avaient fait l'objet de plainte dans les précédents opus.
Le 28 juillet 2012, il est annoncé que les joueurs qui pré-commandent le jeu pouvaient recevoir The Rock en tant que personnage jouable. Le 13 août 2012, Jerry Lawler est annoncé en tant que personnage téléchargeable. En octobre, Brock Lesnar est annoncé en tant que personnage mystère. Austin Aries, catcheur au Total Nonstop Action Wrestling (TNA), double le personnage principal de Jacob Cass dans le mode « Road to WrestleMania ». Le 26 octobre 2011, THQ révèle que le premier pack téléchargeable expose Shawn Michaels, Jerry Lawler (comme précédemment expliqué), Jim Ross, Michael Cole, les nouveaux habits des Road Warriors, et les habits d'équipe de Christian et Edge. Le 27 octobre 2012, le contenu du pack téléchargeable des divas est annoncé. Il inclut Trish Stratus, Kharma, Brie Bella, Nikki Bella, Vickie Guerrero et Alicia Fox. Il est également annoncé qu'Alicia Fox est un personnage jouable gratuit. Le contenu du pack téléchargeable des légendes est également annoncé le 26 janvier 2012. Il contient Randy Savage, Mick Foley, Batista, et Brodus Clay, ce dernier étant gratuit. En raison de nombreux bugs sur le mode Online du jeu, les développeurs sortiront un patch et offiront aux fans gratuitement en téléchargement le personnage de Kane masqué. Le 28 février 2012, The Rock et les tenues "Hello I'm Awesome" et smoking du Miz sont disponibles en téléchargement. Les pay-per-view présents dans le jeu incluent, par ordre chronologique, [réf. nécessaire] Extreme Rules, Over the Limit, 4-Way Finale, Money in the Bank, SummerSlam, Night of Champions, Hell in a Cell, Bragging Rights, Survivor Series, TLC: Tables, Ladders & Chairs, Royal Rumble, Elimination Chamber et WrestleMania XXVII. Les émissions présentes dans le jeu incluent, par ordre chronologique, Raw, Superstars, et SmackDown[réf. nécessaire].
La version Wii ne bénéficie pas de certains modes et de contenus par exemple : créer une arène, une vidéo d'entrée ou un logo, les DLC (sauf Brodus Clay, déblocable dans celle-ci), le Superstar Thread (modifier la couleur de la tenue d'une superstar du jeu), le mode multijoueur en ligne et les nouveaux éclairages[réf. nécessaire].
Le public est le même que les autres jeux WWE sorti sur Wii, par contre, les pancartes du public sont présentes. Les minitrons (écran en dessous de la vidéo d'entrée), les sidetrons (écran sur le côté) et les curvetrons (écran en haut) sont présents eux aussi pour avoir des entrées plus réalistes, malheureusement, ils sont de basse résolution. Cependant, beaucoup de fans se sont plaints que certaines superstars comme Edge, CM Punk et Alberto Del Rio soient ratées sur Wii[réf. nécessaire].